# Corrie ten Boom

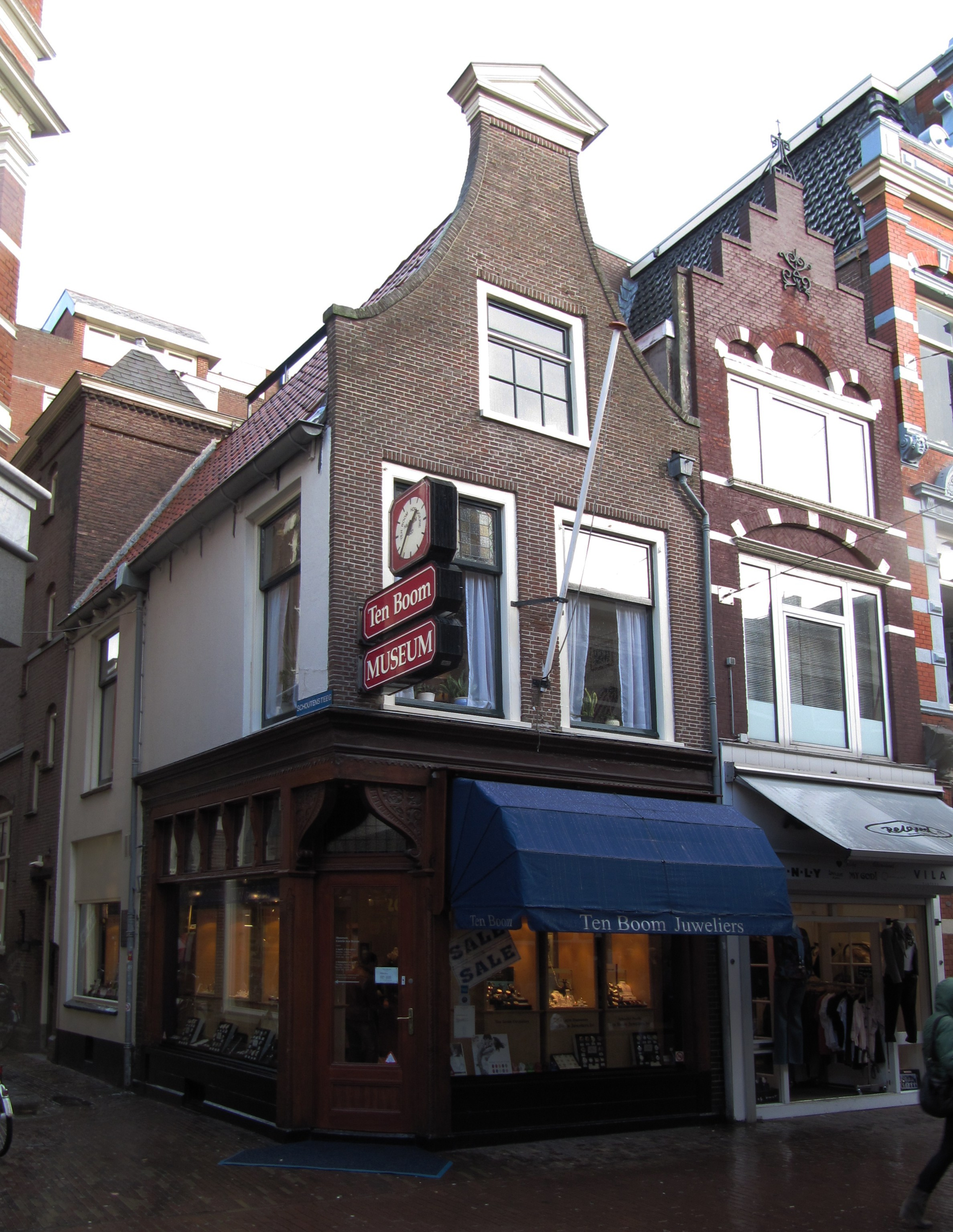
Ten Booms urmakeri och hem på Barteljorisstraat 19 i Haarlem, idag museum.

Corrie ten Boom (Cornelia Arnolda Johanna ten Boom) född 15 april 1892 i Amsterdam, död 15 april 1983 i Placentia i Kalifornien, var en holländsk reformert kristen som under andra världskriget skyddade judar. Efter kriget reste hon över hela världen och berättade om sin kristna tro och familjens arbete under andra världskriget.
Familjen ten Boom tillhörde den Nederländska reformerta kyrkan och ägde en stark tro på alla människors lika värde inför Gud. Under den nazistiska ockupationen skyddade de judar och motståndsmän. Familjen lät till och med inrätta ett hemligt rum där de gömde judar i sitt hem. Familjen blev angiven och arresterades 1944. Efter en tid i fängelse fördes Corrie och systern Betsie ten Boom till kvinnolägret Ravensbrück där Betsie avled senare samma år.
Corrie ten Boom skrev boken Gömstället om hur familjen agerade mot nazisterna under ockupationen av Nederländerna.
År 1975 gjorde James F. Collier en filmatisering med bland andra Julie Harris av boken Gömstället med titel Gömstället (The Hiding Place). 2013 kom Peter C. Spencer och Josiah Spencers film som heter Return to the Hiding Place.

## Priser och utmärkelser
År 1967 utsåg den israeliska staten Corrie ten Boom till Rättfärdig bland folken och 2008 fick även Betsie och deras far Casper postumt samma utmärkelse.